# Upaya
Upāya, en sanskrit et pāli (उपाय) signifie : moyen efficace, méthode, expédient,. Le bouddhisme mahāyāna accorde une grande importance à l’upāya kauśalya (ou kaushalya : habileté कौशल्य), en chinois fāngbiàn (方便), en tibétain thabs, qui désigne la capacité, développée au plus haut point chez les bouddhas et les bodhisattvas, de choisir le meilleur moyen de guider les êtres en fonction de leurs besoins et possibilités propres à un moment donné. L’upāya devient donc le « moyen habile », « moyen opportun » ou l’« expédient salvifique » employé par un être déjà éveillé et mû par la compassion pour guider les autres êtres sur la voie de l’Éveil. Cette notion encourage l’utilisation de plusieurs approches différentes du développement spirituel et décourage le dogmatisme. Elle peut néanmoins s’accompagner d’une hiérarchisation des moyens, et a servi aux partisans du mahāyāna à affirmer leur supériorité sur le hīnayāna. 
La prajñā, sagesse du bouddha, est la perception de la vacuité parfaite, absolue, et l’upāya un moyen non absolu, défini relativement aux circonstances, aidant à atteindre la prajñā. Dans le Bodhisambhāra, Nāgārjuna exprime l’importance des trois vertus de sagesse (prajñā), d’habileté dans le choix des moyens (upāya kaushalya) et de compassion (karunā), qui sont présentées respectivement comme la mère, le père et la fille du bodhisattva. La métaphore mère-père est reprise dans le bouddhisme tibétain, où prajñā est associé au féminin et upāya au masculin, dans les représentations de déités en yab-yum par exemple.
Thomas Kasulis a proposé de ranger l’upāya dans le domaine de la metapraxis, qu’il a définie comme l’examen de la nature et de l’efficacité de la pratique religieuse.

## Origine
Le concept d’upāya n’est pas inconnu du hīnayāna ; on trouve par exemple dans le Majjhima Nikaya la comparaison entre les pratiques bouddhiques et des radeaux : ce sont des upāyas, moyens permettant d’atteindre le vrai but qui est l’autre rive (nirvana), et non des objets ayant une valeur propre. La lecture de l’Abhidharma montre que la praxis dans le bouddhisme ancien a toujours eu une grande importance, et que le sauvetage en dépend plus que de l’adhésion à une vérité philosophique déterminée.
C’est néanmoins dans le mahāyāna (et sa branche vajrayāna) que le concept de « moyen habile » est développé. L’habileté dans le choix des moyens (upāya kauśalya) y devient parfois la septième des vertus pāramitās. Le concept d’upāya comme expédient salvifique apparait tout d’abord dans les textes prajñāpāramitā, le Sūtra des dix terres qui expose la voie du bodhisattva, et surtout le Sūtra du Lotus. Par ailleurs, la nécessité d'adapter l'enseignement aux spécificités du disciple pour le rendre efficace est reconnue de tous les systèmes religieux ou idéologiques qui cherchent à faire école, dont le confucianisme. La notion d'upāya a donc été aisément acceptée dans les régions d'expansion du mahāyāna.

## Le don d'habileté dans le choix des moyens
Selon l’analyse qu’on peut faire du Sūtra du Lotus, l’upūya kaushalya est tout d'abord la capacité qu'a le bouddha suprême (dharmakāya) de produire d’innombrables méthodes pour guider vers la salvation. Se basant sur un passage qui affirme que « Le tathāgata, éveillé depuis si longtemps, a une durée de vie infinie et a toujours existé », certains estiment que Gautama était dès l'origine éveillé, et que son parcours historique culminant dans le nirvana à Bodh-Gaya est en soi un upāya, une sorte d'illusion à visée pédagogique. 
L’habileté suprême dans le choix des moyens est aussi le don des bodhisattvas célestes, qui en sont aux huitième et neuvième stades du chemin de bodhisattva décrit dans le Sūtra des dix terres. Ayant atteint au sixième stade la sagesse (prajñā) et transcendé la différence entre nirvāṇa et samsāra, ils ont acquis au septième stade le don d’upāya kauśalya, et possèdent aux huitième et neuvième  stades un corps dharmique (dharmadhātujakāya) ou « céleste » qui leur permet de sauver sous différentes formes en différents endroits. Dans l’ Enseignement de Vimalakīrti (Vimalakīrtinirdeśa sūtra), le héros, laïque devenu bodhisattva, est capable d’être « toutes choses pour tous les hommes ». En raison de l’ordre de progression, certains considèrent l’upāya kauśalya comme supérieur à la prajñā.

## L'upāya comme vérité provisoire
L’upāya est une méthode efficace, mais qui peut impliquer des concepts philosophiques en contradiction avec ceux énoncés par la doctrine bouddhique, ou mettre en jeu des comportements déconcertants de la part d’un bouddhiste, surtout s'il s'agit d’un moine. La contradiction entre l’emploi d’un moyen apparemment entaché d’erreur et la poursuite de la vérité est résolue, selon la pensée prajñāpāramitā qui inspire le Sūtra du Lotus et le mahāyāna en général, par l'idée que toutes les particularités se transcendent en fin de compte dans la vacuité du Dharma absolu. Ainsi, un concept erroné, comme la représentation du bouddha ou du bodhisattva comme dieu protecteur faiseur de miracles, est une vérité provisoire plutôt qu'une erreur ; la progression spirituelle du disciple lui permettra de l'échanger contre une vision plus juste. L’Enseignement de Vimalakīrti exprime l’opinion que le dharma en tant que doctrine n’est pas un refuge sûr car tous les êtres ne souffrent pas des mêmes maux, et on risque de les blesser au lieu de les guérir si on n’en tient pas compte. 
Ce concept de vérité provisoire est parfois utilisé pour justifier des comportements excentriques, voire choquants. On peut citer les actes de violence de certains enseignants zen à l’égard de leurs disciples pour les amener à l’éveil, ou le comportement de moines fantaisistes ou dévoyés selon les critères communs, connus dans les courants zen (le célèbre moine au sac de toile, modèle du bouddha riant), ou vajrayāna (cas de certains tulkus comme Chögyam Trungpa Rinpoché qui défraya la chronique aux États-Unis).
Cette notion de vérité provisoire correspondant à différentes situations ou niveaux de développement spirituel est dans le Sūtra du Lotus clairement liée au désir de présenter le mahāyāna comme un enseignement de niveau plus élevé que le hīnayāna. Selon les mahayanistes, le canon pāli n'est pas dénué de valeur, mais contient un enseignement provisoire plus éloigné de la sagesse absolue que les textes de leur propre courant.

## L'upāya comme pratique précise
Si le concept d’upāya peut avoir le sens général de « moyen adapté » sans plus de précision, son contenu est parfois défini précisément comme un ensemble de pratiques ou de capacités ; par exemple :  
- quatre sangrahavastus ou « éléments de conversion » : dāna, le don ou la générosité ; priyavāditā, la parole affectueuse ; arthacaryā, l'inspiration au bien ; samānārthatā, l’exemple ;
- quatre pratisamvids ou « connaissances analytiques » : dharmapratisamvid, connaissance des phénomènes ; arthapratisamvid, connaissance du sens ; niruktipratisamvid, connaissance de l'étymologie ; pratibhanapratisamvid, connaissance du courage ou de l'audace [de la parole] ; le Mañjughosa stuti sadhana, sagesse de Mañjuśrī, récapitule ces quatre capacités analytiques ;
- dhāranīs ou « formules magiques », mantras donnés aux bodhisattvas par des déités amies ;